# Pedro Godoy (gobernador)
Pedro Godoy (1858-1899) fue el tercer gobernador de Tierra del Fuego (Argentina) cuando aún era Territorio Nacional.
Nació en Buenos Aires el 14 de abril de 1858. Realizó sus estudios en el Colegio Militar de Palermo. Revistó en los regimientos de frontera en General Belgrano de Carhué y en Trenque Lauquen. En 1883 realizó la campaña a Resistencia y Formosa y fue edecán de la presidencia durante los gobiernos de Juárez Celman y Pellegrini.

## Obra como gobernador
El 8 de mayo de 1893 durante la presidencia de Luis Sáenz Peña fue nombrado gobernador del Territorio Nacional de Tierra del Fuego. Elevó un informe señalando soluciones prioritarias para el desarrollo del territorio en el que incluía: vender tierras en plazos largos con la obligación de ocuparlas; declarar a la zona puerto libre por cinco años; solicitar al gobierno nacional transporte, animales y presupuesto para la vigilancia de costas; creación de una escuela de carpinteros.
Enfrentó problemas fundamentales como el de la tierra, que hasta entonces se entregaba irrestrictamente a especuladores. Las únicas concesiones que sostuvo fueron las acordadas con Thomas Bridges, quien había establecido la estancia Harberton, y Julio Popper, explorador y buscador de oro. Las posesiones de Popper luego de su muerte fueron adquiridas en subasta por el estanciero José Menéndez, quien fundó las estancias "Primera Argentina" y "Segunda Argentina" que impulsaron el desarrollo económico de la zona norte.
El problema de los aborígenes, que eran perseguidos porque depredaban, lo que los empujaba al monte, al hambre, y a la pérdida de sus pautas culturales, era otro tema a solucionar. Godoy envió una carta al presidente Uriburu el 20 de enero de 1897, en la que exponía sus ideas acerca de esta problemática:

1.- tomarlos y mantenerlos por cuenta del estado;
 2.- exterminarlos por el hambre y la miseria, por la muerte violenta en lucha con la policía;
 3.- dejarlos en libertad seguir su vida de depredaciones con perjuicios de los intereses privados; 
4.- tomarlos y trasladarlos a otro punto.
  Ninguna de esas cosas se está autorizado a hacer o porque la ley lo prohíbe o porque no da medio para realizarlas.

Durante su mandato, en 1893, los salesianos fundaron la Misión de la Candelaria en Río Grande con el fin de evangelizar a los aborígenes y protegerlos de los buscadores de oro y de los estancieros, quienes no dudaban en matarlos cuando los aborígenes cazaban sus ovejas.
El 3 de febrero de 1896 con el objetivo de fomentar la colonización y explotación de la zona, propició la visita a Ushuaia de una misión científica a cargo del ictiólogo Fernando Lahille para realizar estudios zoológicos y climáticos, sin embargo, debido a un hecho en el que se vieron involucrados los selknam, los científicos tuvieron oportunidad de tener contacto directo con los nativos por lo que se dedicaron a estudiarlos.
Dos años después, en octubre de 1898, Godoy envió dos familias de onas a la Exposición Nacional de Buenos Aires: la pareja conformada por Tchoskiái y Kossanch, embarazada, y la familia formada por Kiótemen, su esposa Altchek, el bebé de ambos y Kelo, un pequeño hermano de Kiótemen.
El jefe de la sección Antropología del Museo de La Plata, el antropólogo Roberto Lehmann Nitsche, quien aprovechó la ocasión para observar en detalle las características antropométricas de los nativos, cita: 

los alojaron en una gran tienda. Los indios habían llevado todo el equipamiento ergológico de su civilización primitiva y durante las horas de visita, el público se precipitaba para contemplar este espectáculo exótico para la capital de Argentina, y disfrutar de un cuadro vivo, que recordaba los tiempos prehistóricos (…) ellos miraban con desconfianza las observaciones antropológicas, y las dos mujeres, incitadas por sus maridos, me permitieron solamente medirle la talla. (…) Los individuos examinados son siete y corresponden a dos familias. El hombre , Tchoskiái, está casado con Kossanch, la cual dio a luz en la misma exposición a una hijita.

En 1896 el gobierno nacional lo destina por tres años más en su puesto, luego de recibir una carta enviada por 26 pobladores de Tierra del Fuego, en la que mencionaban el buen desempeño del gobernador.
Utilizó los fondos que había enviado el gobierno nacional- destinados a construir la vivienda del gobernador- para montar un aserradero y consiguió la partida para erigir la primera iglesia católica en Ushuaia. 
El crecimiento del Penal de Ushuaia creó un conflicto de superposición de autoridades: la figura del director de la cárcel crecía en detrimento de la figura del gobernador; finalmente el gobierno decidió dejar a disposición de la cárcel el aserradero.
Ejerció su mandato hasta 1899, poco después de que los presidentes de Argentina, Julio Argentino Roca, y de Chile, Federico Errázuriz Echaurren, el 15 de febrero realizaran el encuentro llamado “Abrazo del Estrecho”.